# Повернено (фільм, 1922)
«Повернено» (англ. Paid Back) — американська драма режисера Ірвінга Каммінгса 1922 року.

## У ролях
- Гледіс Брокуелл — Керол Гордон
- Малон Гемілтон — Девід Гарді
- Стюарт Голмс — Джек Грегорі
- Лілліен Вест — Дороті Бріттон
- Кейт Прайс — прислуга Керол
- Една Мерфі — Елоїза Гарді
- Артур Стюарт Галл — Джейсон Локхарт
- Вілфред Лукас — капітан корабля